# Iligan
 (juin 2017).
Iligan est une ville des Philippines fortement urbanisée dans le nord de l'île de Mindanao. 
Elle se situe dans la province de Lanao du Nord, mais est administré indépendamment de la province.
Iligan a une superficie totale de 813,37 kilomètres carrés, ce qui en fait l'une des 10 plus grandes villes des Philippines par la superficie. Elle avait une population de 342 618 habitants dans le recensement de 2015.
Depuis le 30 mai 2017, la ville est menacée par les islamistes de Daech, implantés à Marawi.

## Économie
Iligan est connu comme le centre industriel du Sud et son économie repose en grande partie sur les industries lourdes. Elle produit de l'énergie hydroélectrique pour la région de Mindanao par l'intermédiaire de la National Power Corporation (NAPOCOR), site du centre régional de Mindanao (MRC) abritant les centrales hydroélectriques Agus IV, VI et VII. Il abrite également des industries telles que l'acier, le fer blanc, le ciment et les minoteries.
Après la construction de la centrale hydroélectrique Maria Cristina (Agus VI) par la National Power Corporation (NPC, NAPOCOR) en 1950, la ville connut une industrialisation rapide et se poursuivit jusqu'à la fin des années 1980. La National Steel Corporation (NSC), la plus grande aciérie du pays, a également été créée en 1962.
Au cours de la crise financière asiatique de 1997, la ville a connu un grave ralentissement économique. Un certain nombre d'usines industrielles ont été fermées, notamment la National Steel Corporation.

La ville a repris son essor économique avec la réouverture de la National Steel Corporation, renommée Global Steelworks Infrastructures, Inc. (GSII) en 2004. En octobre 2005, GSII a officiellement adopté une nouvelle raison sociale: Global Steel Philippines (SPV-AMC), Inc.